# Den Alrussiske Folkefront
Den Alrussiske Folkefront (ONF; russisk: Общероссийский народный фронт), siden 2023 blot skrevet og benævnt som Folkefront (russisk: Народный фронт), er en politisk koalition i Rusland startet i 2011 af Ruslands daværende premierminister Vladimir Putin for at give det politiske parti Forenet Rusland "nye ideer, nye forslag og nye ansigter". ONF sigter mod at skabe formelle alliancer mellem Forenet Rusland (det regerende parti i Rusland fra 2001 og frem) og talrige russiske ikke-statslige organisationer. Den 12. juni 2013 valgte ONF på sin første konference Putin (Ruslands præsident fra 2012) som ONF's leder.

## Historie
På mødet i Forenet Rusland den 6. maj 2011 opfordrede Putin til oprettelsen af en "bred folkelig front [af] ligesindede politiske kræfter", som skulle opstille ved det nærtstående Dumavalg. Han inkluderede Forenet Rusland og andre politiske partier, erhvervsforeninger, fagforeninger og ungdomsorganisationer, kvinde- og veteranorganisationer.
Der blev oprettet en hjemmeside, der inkluderede oplysninger om hovedkvart, regionale afdelinger og ledelse. Fronten opfordrede enkeltpersoner og grupper, der bekymrer sig om Ruslands "skæbne" og "sejr" og ønskede "adgang til magtdeltagelse" til at udfylde en ansøgning på denne hjemmeside. Putin-støtter har udtalt, at han er den "uformelle leder" af Folkefronten, men vicepremierminister og chef for regeringens stab Vyacheslav Volodin blev udnævnt til leder af folkefrontens hovedkvarter.

## Analyse
I henhold til journalisten Steve Rosenberg i en artikel i BBC kan ONF i fremtiden erstatte Forenet Rusland, hvilket var den sandsynlige årsag til dets oprettelse.